# Itamar Einhorn
Itamar Einhorn (20 de septiembre de 1997) es un ciclista israelí, miembro del equipo Israel-Premier Tech.

## Palmarés
2017
- 2.º en el Campeonato de Israel en Ruta

2020
- 1 etapa de la Carrera de la Solidaridad y de los Campeones Olímpicos[2]

2021
- 3.º en el Campeonato de Israel en Ruta
- Visegrad 4 Bicycle Race-GP Poland
- 1 etapa del Tour de Eslovaquia

2022
- Gran Premio Wyszków
- Campeonato de Israel en Ruta

2023
- Campeonato de Israel en Ruta
- Visegrad 4 Bicycle Race-GP Poland
- Memoriał Andrzeja Trochanowskiego
- 1 etapa del Tour de la República Checa

2024
- 2 etapas del Tour de Ruanda
- 2 etapas del Tour de Taiwán
- 2.º en el Campeonato de Israel en Ruta

2025
- 1 etapa del Tour de Taiwán

## Resultados en Grandes Vueltas y Campeonatos del Mundo
| Carrera         | Carrera         | 2019 | 2020 | 2021 | 2022 | 2023 | 2024 |
| --------------- | --------------- | ---- | ---- | ---- | ---- | ---- | ---- |
|                 | Giro de Italia  | —    | —    | —    | —    | —    | —    |
|                 | Tour de Francia | —    | —    | —    | —    | —    | —    |
|                 | Vuelta a España | —    | —    | Ab.  | Ab.  | —    | —    |
| Mundial en Ruta | Mundial en Ruta | —    | —    | —    | —    | Ab.  | —    |

—: no participa

Ab.: abandono

## Equipos
- Israel Cycling Academy (stagiaire) (08.2017-12.2017)
- Israel Cycling Academy (stagiaire) (08.2018-12.2018)
- Israel (06.2019-)
  - Israel Cycling Academy (2019)
  - Israel Start-Up Nation (2020-2021)
  - Israel-Premier Tech (2022-)